# 福弗爾伯爵
福弗爾伯爵（英語：Earl of Forfar）英國歷史上曾兩次創建。首次為蘇格蘭貴族爵位之一，冊封於1661年，並於1715年絕嗣；第二次則是一個聯合王國貴族爵位，由英女王伊丽莎白二世賜予其幼子愛德華王子。爵位以蘇格蘭安格斯區城鎮福弗爾命名。

## 歷史
福弗爾伯爵爵位首次冊封於1661年，當時是一個蘇格蘭貴族爵位，作為附屬頭銜被賜予奧蒙德伯爵。第一次冊封的福弗爾伯爵爵位於1715年因無子嗣繼承而斷絕。
2019年，英女王伊丽莎白二世的幼子愛德華王子在其55歲生日之際，被冊封為聯合王國貴族爵位中的福弗爾伯爵。愛德華王子在成婚時受封為威塞克斯伯爵和賽文子爵，但並未像兄長（印威內斯伯爵安德魯王子）和兩位侄子（斯特拉森伯爵威廉王子與鄧巴頓伯爵哈里王子）一樣獲賜蘇格蘭頭銜，故獲封福弗爾伯爵使愛德華王子和妻子蘇菲終於得以擁有專屬於蘇格蘭使用的頭銜。
福弗爾郡（於1928年改為現名安格斯）是斯特拉斯莫爾和金霍恩伯爵的辦公場所及居住地格拉姆斯城堡的所在地。愛德華王子的外祖母伊莉莎白王太后就是斯特拉斯莫爾和金霍恩伯爵家族的後裔。
2019年7月，伯爵與伯爵夫人自同年3月獲封福弗爾伯爵後首次正式訪問了福弗爾。鎮上的斯特拉斯莫爾毛紡公司（Strathmore Woollen Compan）向伯爵獻上了名為「福弗爾伯爵」的花呢格紋，以向伯爵伉儷二人表達慶賀。花呢格紋由該公司於2004年設計的福弗爾花呢格紋重新設計而成，保留了原版的花紋，但增強了格紋上的顔色，以蘇格蘭國旗上的聖安德魯藍取代了原先天藍色，並以更能反映附近一帶農業文化的棕色代替白紗。
伯爵伉儷於2021年夏天再次造訪了福弗爾。

## 第一次冊封（1661年）
福弗爾伯爵第一次冊封於1661年，屬蘇格蘭貴族爵位，由當時的蘇格蘭國王查理二世建立，並以萬德爾和哈特賽德勳爵（Lord Wandell and Hartside）為附屬頭銜。
- 第一代福弗爾伯爵及第二代奧蒙德伯爵阿奇博爾德·道格拉斯（英语：Archibald Douglas, 1st Earl of Forfar）（1653－1712）：第一代奧蒙德伯爵（英语：Archibald Douglas, 1st Earl of Ormond）與第二任妻子所生的幼子。
- 第二代福弗爾伯爵及第三代奧蒙德伯爵阿奇博爾德·道格拉斯（英语：Archibald Douglas, 2nd Earl of Forfar）（1692－1715）：第一代福弗爾伯爵的獨子。他在逝世前尚未結婚，亦未有任何子嗣，故福弗爾伯爵與奧蒙德伯爵爵位均自此絕嗣。

## 第二次冊封（2019年）
| 伯爵                           | 肖像          | 出生                                                      | 婚姻                                  | 逝世              |
| ------------------------------ | ------------- | --------------------------------------------------------- | ------------------------------------- | ----------------- |
| 愛德華王子 溫莎王朝 （2019－） | Prince Edward | 1964年3月10日 倫敦白金漢宮 伊丽莎白二世與菲利普親王之幼子 | 1999年6月19日 蘇菲·里斯-瓊斯 兩名子嗣 | 現任 （現齡61歲） |

## 繼承順序
- 福弗爾伯爵愛德華王子（1964－）
  - (1) 威塞克斯伯爵詹姆斯·蒙巴頓-溫莎（2007－）